# Воронцов, Василий Фёдорович
Воронцо́в Васи́лий Фёдорович (ум. 1578, Венден) — окольничий и воевода; один из ярких представителей дворянского рода Воронцовых; сын Фёдора-Демида Семёновича Воронцова.

## Биография
Во время Ливонской войны в 1578 году находился в сторожевом полку, при осаде Вендена начальствовал «огнестрельным снарядом». При нападении литовцев Сапеги и шведского генерала Бойе 21 октября 1578 года действия русского огнестрельного снаряда остановили наступление неприятеля. Когда на следующий день битва возобновилась, а большая часть русского войска бежала, остался верным своему долгу и пал с оружием в руках.